# Buran (Raumfahrtprogramm)
Das sowjetische Buran-Raumfahrtprogramm (russisch Буран Buran, deutsch ‚Buran‘, Betonung auf der zweiten Silbe) begann 1976 am ZAGI als Antwort auf das US-amerikanische Space Shuttle. Der Name leitet sich aus dem Namen der ersten Raumfähre Buran 1.01 (Schneesturm) ab, wird aber auch für das gesamte sowjetische Raumfährenprogramm verwendet. Das Projekt war das größte und teuerste Einzelprojekt in der sowjetischen Raumfahrt. Es kam wegen des Zerfalls der Sowjetunion nur zu einem einzigen unbemannten Einsatz. Zeitweise arbeiteten bis zu 30.000 Menschen an dem Projekt. Die Raumfähre wurde von der NPO Molnija unter Leitung von Gleb Losino-Losinski (Raumfähre Buran) und der NPO Energija unter Leitung von Walentin Gluschko (Trägerrakete Energija, Gesamtprojekt) entwickelt. Das Buran-Programm wurde 1993 offiziell eingestellt.
Der Buran-Orbiter ähnelt äußerlich dem Space Shuttle, weist aber eine Reihe konzeptioneller Unterschiede auf.

## Hintergrund
Das sowjetische Raumfährenprogramm hat seine Wurzeln in frühen Raumfahrtprojekten der 1950er Jahre. Die Idee für wiederverwendbare Raumflugkörper, obwohl recht alt, wurde in der Zwischenzeit durch die sowjetische Raumfahrt weder konsequent verfolgt noch zentral organisiert. Windkanalversuche mit Modellen fanden bereits 1965 statt. Vor Buran wurde kein Projekt bis zur Serienreife geführt.
Erste Ideen tauchten schon beim Marschflugkörper W-350 Burja auf, der aber die Prototypenphase nie verließ. Einige Testflüge wurden durchgeführt, bevor das Projekt von der politischen Führung eingestellt wurde. Der Burja-Marschflugkörper sollte in großer Flughöhe einen Nuklearsprengkopf bis auf amerikanisches Territorium bringen. Die Einstellung des Programms erfolgte, da Interkontinentalraketen als erfolgversprechender eingeschätzt wurden. In den frühen 1960er Jahren wurde das Projekt Mikojan-Gurewitsch MiG-105 Spiral unter der Leitung von Gleb Losino-Losinski gestartet, das aber auch nicht über den Prototypenstatus hinauskam. Die Erfahrungen aus diesem Projekt flossen in das Buran-Programm ein.
Das Buran-Raumfahrtprogramm begann in den frühen 1970er Jahren als Antwort auf das US-amerikanische Space Shuttle. Nach der Einstellung der Arbeiten an der N1-Mondrakete und der Entlassung Mischins 1974 wurden das ZKBEM und KB EnergoMash als NPO Energija unter Leitung von Gluschko zusammengelegt. Gluschko galt als Verfechter eines Konzepts für eine überschwere modulare Trägerrakete. Nachdem NPO Energija nun praktisch das gesamte sowjetische Raumfahrtprogramm kontrollierte, begannen die Entwicklungen an der später als Energija bekannten Trägerrakete. Zu diesem Zeitpunkt existierten aber noch keine konkreten Pläne für die spätere Verwendung.
Unter der Leitung von Wladimir Nikolajewitsch Tschelomei begann die Entwicklung der Raumfähre LKS (russisch Лёгкий Космический Самолёт, dt. „Leichtes Kosmos-Flugzeug“). 1975 präsentierte Tschelomei seine Idee von einer kleineren und günstigeren Antwort der Sowjetunion auf das Space Shuttle. Jedoch wurde diese kleine Raumfähre zugunsten der größeren Buran verworfen. Vom LKS wurde ein Mock-Up in Originalgröße hergestellt.
Nach dem Start der Arbeiten der NASA am Space Shuttle befürchtete die sowjetische Staatsführung, bei einer militärisch nutzbaren Technologie den Anschluss zu verlieren und drängte auf die Entwicklung eines entsprechenden Systems. Während sowjetische Ingenieure eine kleinere Version auf Basis eines Tragrumpf-Entwurfs bevorzugten, wurde frühzeitig politisch Einfluss genommen und aus Prestigegründen auf eine Kopie des Space-Shuttle-Entwurfs gedrängt.
Am 17. Februar 1976 unterzeichneten das Zentralkomitee und der Ministerrat ein formales Dekret über das Buran-Programm. Es sah die Entwicklung und Produktion eines wiederverwendbaren Trägersystems vor, das Trägerrakete, Raumfähre, Raumtransporter und umfangreiche Bodenanlagen einschloss. NPO Energija unter Leitung von Gluschko wurde die Gesamtprojektleitung übergeben. Mit Losino-Losinski wurde der ehemalige Leiter des Spiral-Projektes mit der Entwicklung der Raumfähre beauftragt.
Da zugängliche NASA-Veröffentlichungen in der Fachliteratur zu Kosten des Space-Shuttle-Konzepts als übertrieben optimistisch eingeschätzt wurden, war ein starker militärischer Hintergrund vermutet worden. Als Teil der Konkurrenz zu Zeiten des Kalten Krieges hatte deshalb auch das Buran-Programm einen militärischen Hintergrund, um die enormen Kosten zu rechtfertigen. Konsequenterweise gab es deshalb konkrete militärische Nutzungsstudien für Buran, die über den reinen Transport militärischer Satelliten hinausgingen. Buran wurde somit auch als potentielle Waffenplattform sowie zur Installation und Unterhaltung möglicher militärischer Kampfplattformen im Orbit als Antwort auf das US-amerikanische SDI-Programm konzipiert.

## Entwicklung

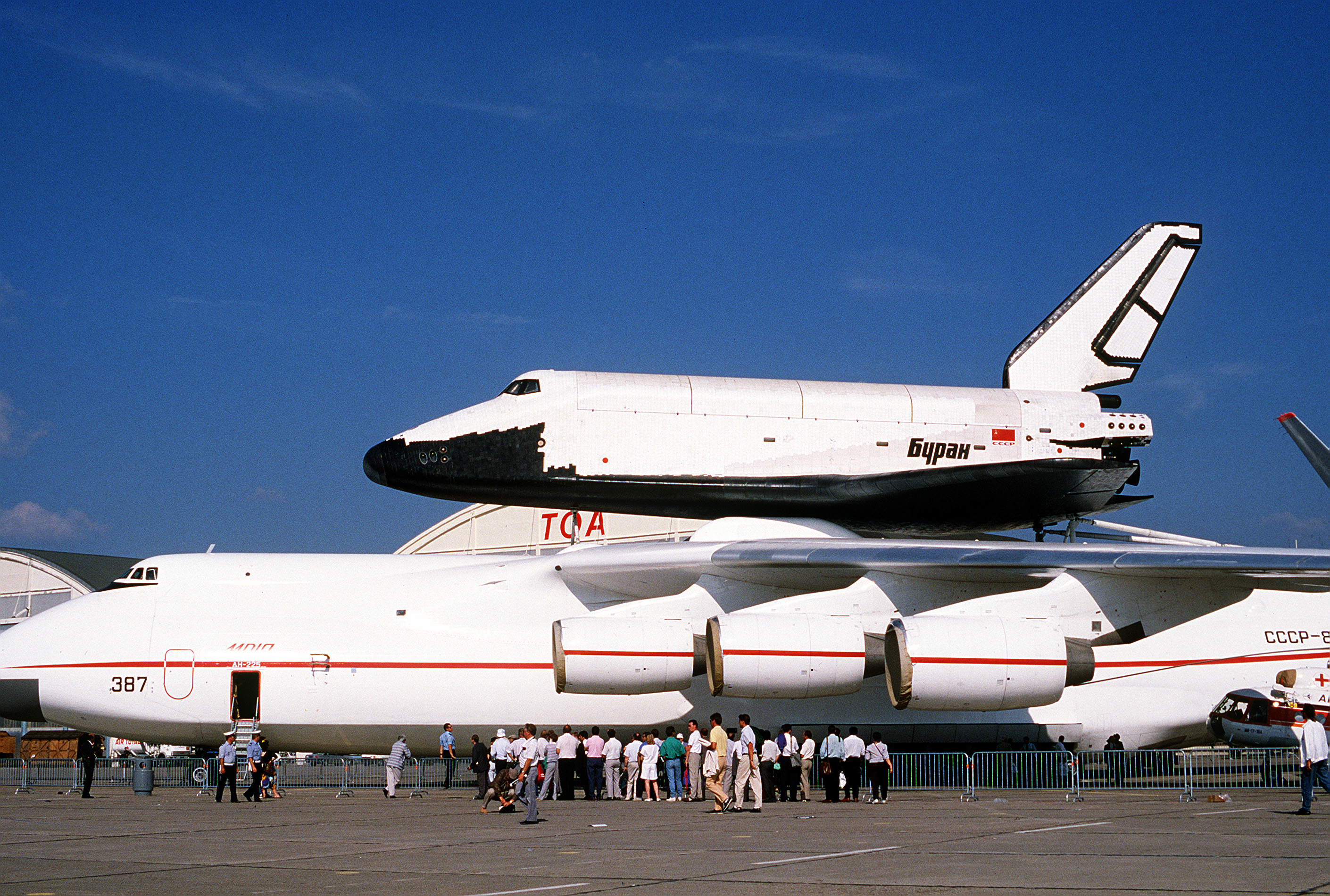
Buran 1.01 auf der Antonow An-225, Pariser Luftfahrtschau im Juni 1989

Aufgrund von ungenauen Systemdefinitionen und internen Machtspielen kam die eigentliche Entwicklung des Orbiters erst Anfang der 1980er Jahre in Gang.

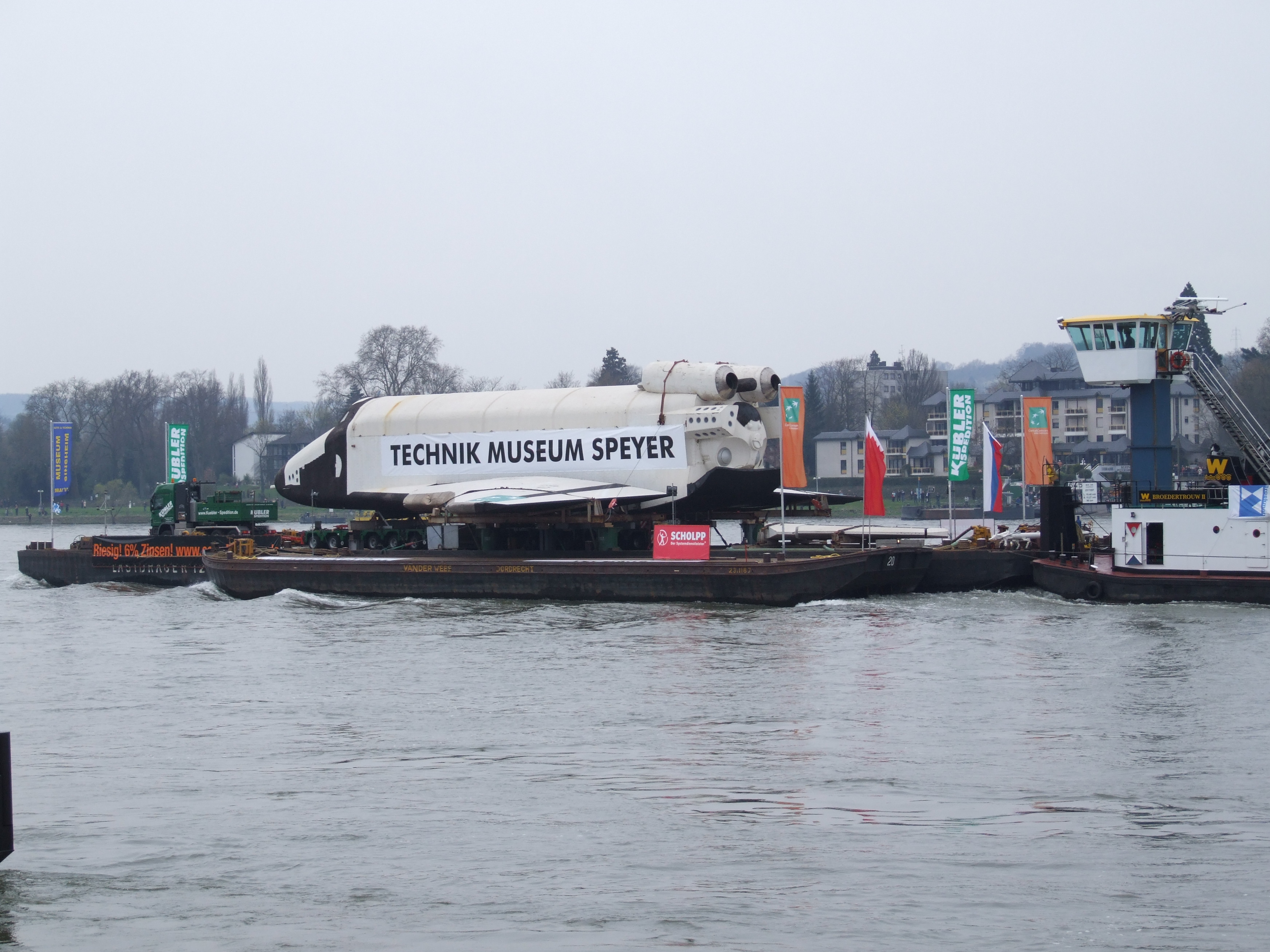
OK-GLI auf Binnenschiff: Transport ins Technik-Museum Speyer auf dem Rhein in Höhe Königswinter

Zuerst wurden verschiedene Mock-ups für verschiedene Systemtests gebaut. Besonders bemerkenswert ist OK-GLI, das 1984 für Flugtests gebaut wurde. Es war mit vier AL31-Strahltriebwerken ausgerüstet und eigenstartfähig.
Die MKS-Orbiter wurden im Werk von NPO Energia in Koroljow bei Moskau gebaut. Von dort aus wurden zwei Funktionsmodelle sowie die ersten zwei Orbiter auf dem Rücken der Mjassischtschew WM-T „Atlant“ zum Kosmodrom Baikonur transportiert. Die Orbiter waren noch nicht fertiggestellt, Hitzeschutzkacheln, Seitenleitwerk, Triebwerke, Fahrwerk etc. waren nicht montiert, da sonst das Gewicht für den Transport mit der WM-T zu hoch gewesen wäre. Weitere Transporte der Orbiter waren mit den 2 Mjassischtschew WM-T nicht vorgesehen, da mit der Fertigstellung der Antonow An-225 Mrija ein Flugzeug zur Verfügung stand, das vollständig ausgerüstete Raumfähren transportieren konnte. Ab 1989 übernahm die An-225 die Aufgaben der „Atlant“, wobei die aerodynamische Heckabdeckung der Orbiter wegfallen konnte.
Parallel dazu wurden Tests des Hitzeschildes durchgeführt. Dazu wurden unter dem Namen BOR-4 zuerst Versuche mit verkleinerten Testversionen des Gleiters des ehemaligen MiG-105/Spiral-Programms unternommen. Da die Aerodynamik dieses Gleiters völlig anders ist, wurden weitere Testflüge mit einem 1:8-Modell des Buran-Raumfährentyps als BOR-5 absolviert. Bei diesen konnte sich der neuentwickelte Hitzeschutz bewähren. Die verwendeten Materialien TZMK-10 und TZMK-25 erwiesen sich denen des US-Space Shuttle als ebenbürtig, teilweise wurden deren mechanische Eigenschaften deutlich übertroffen.
Die erste eigentliche Raumfähre Buran 1.01 (11F35 K1) wurde 1986 gebaut. Nach dem erfolgreichen Test der Trägerrakete Energija am 15. Mai 1987 fand am 15. November 1988 der erste und einzige Start des Buran-Energija-Systems statt. Der unbemannte Flug endete erfolgreich mit einer automatischen Landung nach zwei Erdumkreisungen, was einer Zeit von 206 Minuten entspricht.
Die zweite Fähre Buran 1.02 (11F35 K2), deren Fertigstellung für 1990 geplant war, sollte eigentlich 1991 den Flugbetrieb aufnehmen. Dazu kam es jedoch nie. Der Bau dreier weiterer modifizierter Fähren (Buran 2.01 bis 2.03) wurde begonnen, jedoch nach dem Ende des Programms eingestellt.
Als Teil des Programms wurden zwei Ausweichlandeplätze mit einem speziellen Landeleitsystem auf dem internationalen Flughafen Simferopol auf der Krim und ca. 150 km entfernt von Wladiwostok bei Chorol eingerichtet.

## Ende
Durch den Tod Gluschkos Anfang 1989 verlor das Programm seinen einflussreichsten Verfechter. Nach Budgetproblemen und dem Ende des Kalten Krieges wurde das Programm 1993 offiziell eingestellt. Auch verschiedene Versuche, das Programm wiederzubeleben oder die Ergebnisse kommerziell zu vermarkten, schlugen fehl.
Buran 1.01 wurde in der Montagehalle „MIK-112“ auf dem Weltraumbahnhof in Baikonur gelagert und am 12. Mai 2002 mitsamt der Energija-Trägerrakete zerstört, als die Decke des Hangars bei mangelhaft ausgeführten Reparaturarbeiten einbrach. Dabei starben sieben Arbeiter. Ptitschka 1.02, so der inoffizielle Name der Fähre, befindet sich in Baikonur in einer Halle (MIK-Gebäude 80, Area 112A). Die beiden anderen, nicht fertiggestellten Orbiter 2.01 (11F35 K3) und 2.02 (11F35 K4) lagern in der Tuschino-Fabrik in Moskau. Der nur teilweise gebaute Buran 2.03 (11F35 K5) wurde unmittelbar nach der Terminierung des Programms abgewrackt.

## Technik

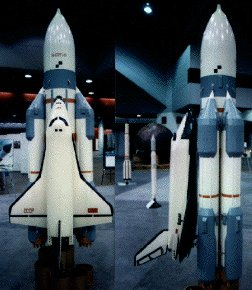
Modell von Energija/Buran

### Trägersystem
Im Gegensatz zum Space Shuttle hat der Buran-Orbiter keine Haupttriebwerke. Als Trägersystem kommt die auch als eigenständiges System einsetzbare Zweistufenrakete Energija zum Einsatz. Die Hauptstufe der Energija wird nach dem Brennschluss in großer Höhe abgetrennt, tritt zur Vermeidung von Weltraumschrott bzw. eines späteren unkontrollierten Wiedereintrittes wegen ihres gewollt niedrigen Perigäums nach etwa einer halben Erdumkreisung in die Erdatmosphäre ein und verglüht. Lediglich die Booster waren als wiederverwendbare Bauteile ausgelegt. Durch diese Auslegung als eigenständiges System war die Energija auch als Trägerrakete für andere Nutzlasten verwendbar. Die Anzahl der Booster war dazu zur Anpassung an unterschiedliche Nutzlastgewichte und Bahnhöhen zwischen zwei und maximal acht variierbar. In der Konfiguration als Träger für die Buran wurde die Energija mit vier Boostern ausgerüstet.

### Orbiter
Der Buran-Orbiter hat eine Gesamtlänge von 36,37 m, eine größte Rumpfbreite von 5,5 m, eine Flügelspannweite von 23,92 m und eine maximale Höhe von 16,52 m. Das maximale Startgewicht betrug 105 t bei einer Nutzlast von bis zu 30 t. Es konnten bis zu 14 t Treibstoff für die Manövrier- und Bremstriebwerke mitgeführt werden. Beim Start wurden diese Manövertriebwerke nach der Trennung von der Energija gezündet, um das für Orbitalbahnen zu niedrige Perigäum anzuheben. Dazu war ein Geschwindigkeitszuwachs von 60 bis 100 m/s ausreichend. Das Landegewicht konnte 82 t betragen, dabei waren bei einer Landegeschwindigkeit von 312 km/h 15 t Nutzlast und bei 360 km/h 20 t Nutzlast zulässig. Das System war also für eine höhere Nutzlastkapazität im Vergleich zum US-amerikanischen System ausgelegt.
Theoretisch bot die Fähre bis zu zehn Personen Platz (zwei bis vier Besatzungsmitglieder plus sechs Passagiere). Technische und zunehmende finanzielle Probleme verhinderten die Fertigstellung der bemannten Version bis zur Einstellung des Programmes, so waren Bordcomputer und Lebenserhaltungssysteme seit den früheren Projekten der sowjetischen Raumfahrt kaum weiterentwickelt worden. Am Ende der Entwicklung scheiterte das Programm nach dem Zusammenbruch der Sowjetunion vor allem an Budgetproblemen.
Zum Vergleich mit dem Space Shuttle siehe auch: Vergleich von Buran und Space Shuttle

#### Hitzeschild

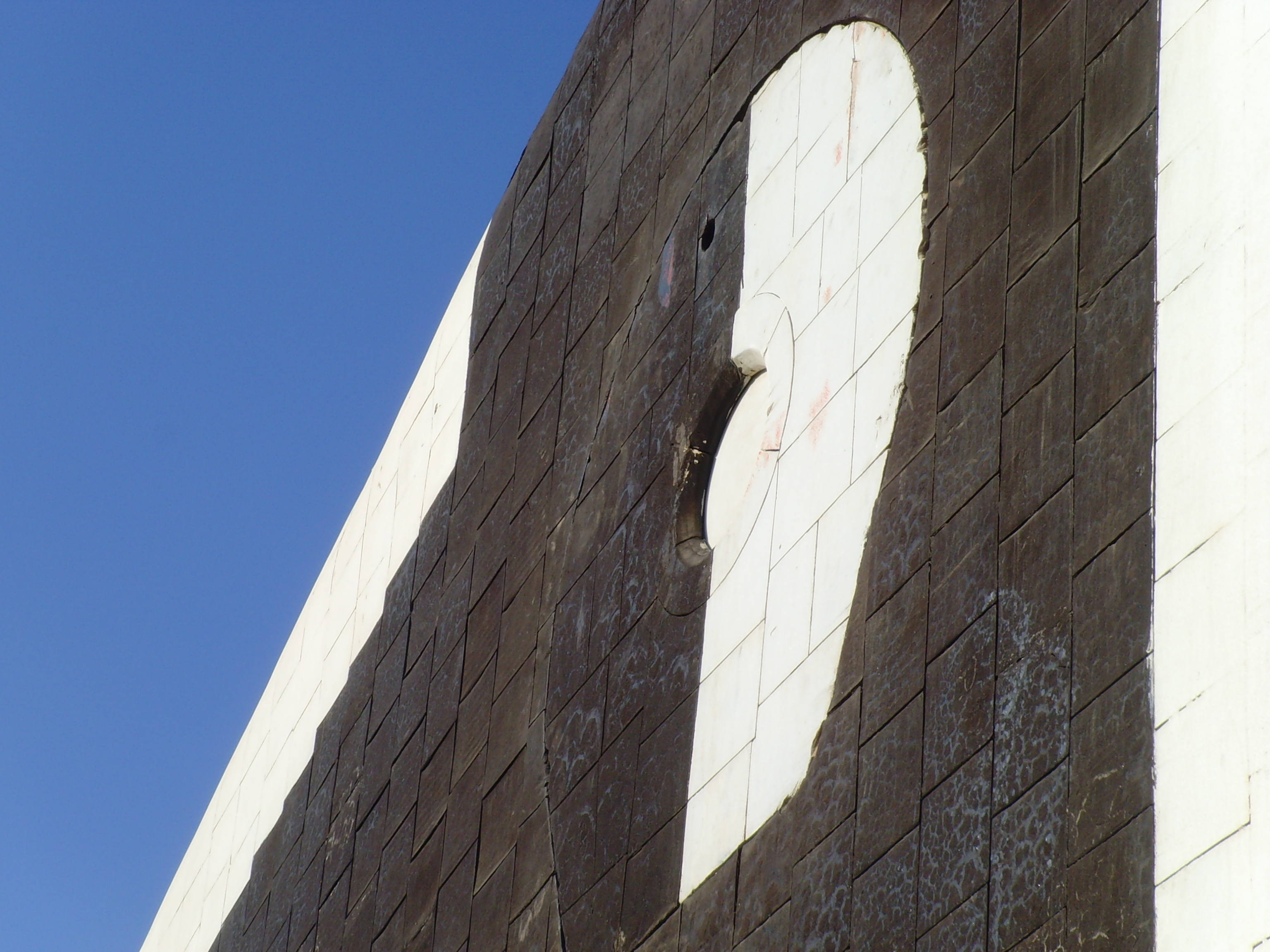
Hitzeschild des Orbiters im Technikmuseum Speyer

Der Hitzeschild besteht ähnlich wie beim Space Shuttle an der Orbiter-Unterseite und anderen stark thermisch belasteten Bereichen aus etwa 38.800 einzelnen keramischen Kacheln aus Quarzfasern (TZMK-10/TZMK-25). Die Kacheln sind mit einem Filzsubstrat mit der eigentlichen Oberfläche verklebt. Kleine Spalten zwischen den Kacheln ermöglichen die Wärmeausdehnung, da sich die Kacheln beim Wiedereintritt teilweise bis auf 1600 °C erhitzen. Ein großes Problem stellte dabei die Versiegelung des eigentlich hochporösen Keramikmaterials gegen Feuchtigkeit dar.
Rumpfspitze und Tragflächenvorderkanten sind mit großen Keramikelementen auf der Basis von Kohlenstoff und Borsilikat (GRAVIMOL, GRAVIMOL-B / Carbon-Carbon) verkleidet. Diese Elemente sind hohl und mit thermisch isolierten Verbindungen an der Fähre befestigt. Die Spalten zwischen den Elementen sind mit filz- oder bürstenartigen Füllungen aus keramischen Fasern gefüllt, behindern aber die Wärmeausdehnung der Kacheln nicht.
Wenig belastete Bereiche (Temperatur < 370 °C; z. B. Rumpfoberseite, Oberseite der Tragflächen) sind mit flexiblen Matten aus organischen Fasern (ATM-19PKP) geschützt.
Der Hitzeschild übertrifft sämtliche Belastungswerte der Materialien, die beim Space Shuttle zum Einsatz kamen.
Die Orientierung der Kacheln wurde bei Buran anders als beim Space Shuttle gewählt. Durchgehende Fugen sind hier rechtwinklig zur Strömungsrichtung ausgerichtet. Kurze Fugen (die Kacheln sind in versetzten Reihen angeordnet) liegen in Strömungsrichtung. Man versprach sich von dieser Anordnung bessere aerodynamische Eigenschaften und geringere mechanische und thermische Belastungen des Hitzeschildes. Beim Space Shuttle sind die Fugen diagonal zur Strömungsrichtung ausgerichtet.
Der Hitzeschild war für 100 Flüge konzipiert. Danach hätte er erneuert werden können.

### Weiterverwendung der Buran-Technik
Die beim Buran-Programm entwickelte Technik wurde mit der Einstellung des Programms teilweise an anderer Stelle wiederverwendet. So wurde die Zenit-Rakete, die zu etwa 75 % den vier Energija-Boostern entsprach, ein großer Erfolg, deren RD-170-Triebwerk wird z. B. modifiziert als RD-180-Triebwerk der Hauptstufe der US-amerikanischen Atlas III und später der Atlas V verwendet. Die in der Entwicklung befindliche russische Rakete Angara soll ebenfalls ein RD-170-Derivat antreiben. Die Brennstoffzelle Photon der Buran wurde in einer modifizierten Version als Antrieb für ein russisches Niva-Brennstoffzellenauto 2001 auf der Moskauer Automesse vorgestellt. Auch das komplette Andocksystem wurde fast identisch für das Space Shuttle und die Shuttle-Mir-Missionen übernommen und ist bis heute beim ISS-Programm im Einsatz. Die Landebahn Jubileiny, die ursprünglich nur für Buran gebaut wurde, wird heute von internationalen Transportflugzeugen angeflogen, meist beladen mit kommerziellen Satelliten.

## Liste der Buran-Orbiter- und Prototypversionen

### Orbiter
| Name / Baujahr                         | Nr. (GRAU-Index) | Bild   | Erstflug          | Einsatz                                                      | Bemerkung |
| -------------------------------------- | ---------------- | ------ | ----------------- | ------------------------------------------------------------ | --- |
| Baikal Buran Buran 1.01 OK-1K / (1986) | 1.01 (11F35 K1)  |        | 15. November 1988 | Unbemannter Testflug, automatische Landung nach zwei Orbits. | Einziger Flug eines Shuttles des Buran-Programms ins Weltall (Flugzeit: 2 Stunden, 20 Minuten), zerstört beim Einsturz des Nordteils des Daches der für das N1-Programm errichteten und für das Programm Energija-Buran genutzten Montagehalle MIK-112 (45° 55′ 41″ N, 63° 17′ 53″ O) in Baikonur am 12. Mai 2002. Die Raumfähre hieß ursprünglich Baikal. |
| Ptitschka Buran 1.02 OK-2K / (1988)    | 1.02 (11F35 K2)  |        | –                 | Etwa zu 95 % fertiggestellt                                  | |
| Baikal Buran 2.01 OK-3K                | 2.01 (11F35 K3)  |        | –                 | nicht fertiggestellt                                         | Verbleib: Seit 2004 unter freiem Himmel in Tuschino in einem Außenlager des Molnija-Werks (nahe Chimki bei Moskau). Am 22. Juni 2011 auf einen Schubleichter gesetzt, um nach einer „Restaurierung“ und dem Zusammenbau auf der MAKS 2013 in Schukowski ausgestellt zu werden. In der Nacht auf den 23. Juni 2011 auf der Moskwa gesichtet. Ausstellungsstück auf dem Gelände der Michail-Gromow-Hochschule für Flugforschung (55° 33′ 47,1″ N, 38° 8′ 49,7″ O). bis nach 5/2013 aber vor 6/2014. |
| Buran 2.02 OK-TK(?)                    | 2.02 (11F35 K4)  | [ 26 ] | –                 | nicht fertiggestellt                                         | Verbleib: NPO Molnija, Tuschino (teilweise demontiert) |
| Buran 2.03                             | 2.03 (11F35 K5)  |        | –                 | nicht fertiggestellt                                         | Verbleib: verschrottet im NPO Molnija |

### Prototypen
| Name / Baujahr                              | Bild   | Einsatz/Zweck | Verbleib | Bemerkung |
| ------------------------------------------- | ------ | --- | --- | --- |
| Kein offizieller Name                       |        | Windkanalmodell, Maßstab 1:3. | Zerstört | Für das Buran-Programm wurde ein mit diversen Sensoren bestücktes Holzmodell im Maßstab 1:3 erstellt. |
| OK-1M OK-M OK-ML-1 BTS-001 OK 0.01 / (1982) |        | statische Tests | Kosmodrom Baikonur (45° 56′ 25,8″ N, 63° 19′ 5,8″ O) | [ 27 ] [ 28 ] |
| OK-2M OK-GLI BTS-002 OK 0.02 / (1984)       |        | atmosphärische Flugtests | Technik-Museum Speyer, D, Rheinland-Pfalz | 25 bemannte Testflüge innerhalb der Erdatmosphäre Neun Rolltests |
| OK-3M OK-KS OK 0.03                         |        | OK-3M diente zur Erprobung aller elektronischen Systeme der Raumfähre in einem realistischen Mock-Up. OK-3M wurde auch für die Erprobung der Mjassischtschew WM-T als Außenlast verwendet. | seit 2018 in Sotschi ausgestellt (43° 24′ 52″ N, 39° 56′ 56,8″ O) | Es wurde ein kompletter Raumfährenrumpf gebaut, inklusive Fahrwerk. Einzig die Korrekturtriebwerke wurden später eingebaut. Eine Besonderheit von OK-3M gegenüber allen anderen Mock-Ups und Orbitern ist der СССР-Schriftzug an den Seitenwänden |
| OK-4M OK-MT OK-ML-2 OK 0.04 / (1983)        |        | Besatzungs- und Wartungstraining, Dokumentation | Kosmodrom Baikonur im Gebäude 80 MIK Platz 112A | ОК-МТ wurde in Baikonur zeitweise auch mit Strahltriebwerksattrappen versehen. Es wurde auch mit diesen Strahltriebwerksattrappen auf einer Energjia die Startplattform gestellt. Später wurden diese Strahltriebwerksattrappen demontiert.       |
| OK-5M OK 0.05                               |        | thermische, mechanische und akustische Tests | OK-5M war ein vollständiger Vorderrumpf inklusive Hitzeschutzkacheln, der für diverse Tests verwendet wurde; nach dem Abschluss der kabinenrelevanten Tests für den Bau von OK-7M verwendet. | |
| OK-6M OK-TWI OK 0.06                        | [ 34 ] | | Zentrales Aerohydrodynamisches Institut, Moskau | Nur einzelne Baugruppen sind verblieben. |
| OK-7M OK-TWA OK 0.15                        |        | | Ausstellung im Freien auf der WDNCh in Moskau (55° 49′ 55,6″ N, 37° 37′ 22,4″ O) | |
| OK-8M OK 0.08                               |        | Strahlungs- und Temperaturtests | Ausstellung im Park des Krankenhauses Nr. 83 in Moskau (55° 37′ 4,6″ N, 37° 45′ 52,1″ O) | |
| Verwandte Modelle und Raumgleiter           |        | | | |
| BOR-4                                       |        | Testmodell auf Grundlage des Spiral-Raumgleiters | NPO Molnija, Moskau | 1:2-Modell, fünf Starts |
| BOR-5                                       |        | Suborbitales 1:8-Modell der Buran | BOR-5 505 Technik-Museum Speyer, D, Rheinland-Pfalz | Fünf Starts, keine Wiederverwendung, aber vier wurden nach dem Testflug geborgen. |